# بوهومیل کودرنا
بوهومیل کودرنا (انگلیسی: Bohumil Kudrna; ۱۵ مارس ۱۹۲۰ – ۱۱ فوریهٔ ۱۹۹۱) قایقران کانو اهل چکسلواکی بود.